# Landkreis Regen
Landkreis Regen är ett distrikt (Landkreis) i Niederbayern i det tyska förbundslandet Bayern. Centralorten är Regen.

## Geografi
Distriktet ligger i bergsområdet Bayerischer Wald. Distriktet gränser i nordost till den tjeckiska regionen Plzeň, i sydost till Landkreis Freyung-Grafenau, i söder till Landkreis Deggendorf, i väster till Landkreis Straubing-Bogen och i norr till Landkreis Cham.